# Сабо, Криста фон
Криста фон Сабо (нем. Christa von Szabó) — австрийская фигуристка, бронзовый призёр чемпионатов мира 1913 и 1914 годов, чемпионка Австрии 1914 года в парном катании. Выступала в паре с Лео Хорвицем.
Криста фон Сабо сестра трёхкратного чемпиона Европы в мужском одиночном катании Эдуарда Энгельманна и мать семикратной чемпионки мира Хермы Сабо.

## Пары
(с Лео Хорвицем)
| Соревнования/Сезоны | 1913 | 1914 |
| ------------------- | ---- | ---- |
| Чемпионаты мира     | 3    | 3    |
| Чемпионаты Австрии  | 2    | 1    |